# HC Verva Litvínov
A HC Verva Litvínov egy cseh jégkorongcsapat Litvínovban. A csapat az első osztályú Tipsport Extraligában játszik. A klub a 2014-15-ös szezonban megnyerte a cseh bajnokságot.

## Története
A csapatot 1945-ben alapították SK SZ Horní Litvínov néven.

### Korábban használt nevek
- 1945 – SK SZ Horní Litvínov (Sportovní klub Stalinovy závody Horní Litvínov)
- 1954 – Jiskra SZ Litvínov (Jiskra Stalinovy závody Litvínov)
- 1962 – TJ CHZ ČSSP Litvínov (Tělovýchovná jednota Chemické závody Československo-Sovětského přátelství Litvínov)
- 1990 – HC CHZ Litvínov (Hockey Club Chemické závody Litvínov)
- 1991 – HC Chemopetrol Litvínov (Hockey Club Chemopetrol Litvínov)
- 1994 – HC Litvínov, s.r.o. (Hockey Club Litvínov, společnost s ručením omezeným)
- 1996 – HC Chemopetrol, a.s. (Hockey Club Chemopetrol, akciová společnost)
- 2007 – HC Litvínov (Hockey Club Litvínov)
- 2009 – HC BENZINA Litvínov (Hockey Club BENZINA Litvínov)
- 2011 – HC Verva Litvínov (Hockey Club Verva Litvínov)

## Helyezések
Cseh Extraliga-bajnok: 2014-15